# Ubaldo Diciotti
Ubaldo Diciotti (* 23. Dezember 1878 in Lucca, Italien; † 4. Juni 1963 in Rom) war ein Generalmajor der italienischen Küstenwache.

## Laufbahn
Ubaldo Diciotti studierte zwei Jahre Mathematik an der Elitehochschule Scuola Normale Superiore in Pisa. Im Jahr 1901 trat er in die italienischen Küstenwache ein, die damals die Bezeichnung „Hafenkapitänskorps“ (Corpo delle capitanerie di porto) trug. Er kümmerte sich um zivile und militärische Hafenangelegenheiten und zeichnete sich rasch als Organisationstalent aus. Nach dem Ende des Ersten Weltkriegs wurde er 1919 zum Major befördert. Unter dem General des Hafenskapitänskorps Francesco Mazzinghi nahm er an internationalen Konferenzen teil, die nach Kriegsende maritime Fragen und Hafenangelegenheiten bearbeiteten, die sich im Zuge der Auflösung Österreich-Ungarns in der Adria ergeben hatten.
Während seiner beruflichen Laufbahn war Diciotti stellvertretender Kommandant der Häfen von Chioggia und Triest und Kommandant (Hafenkapitän) der Häfen von Molfetta, Barletta, Sebenico, Ancona, Livorno und Neapel. 1924 wurde er zum Oberstleutnant und 1927 zum Oberst befördert. 1930, nach kurzer Tätigkeit im Hafen von Genua, nahm er an einem US-amerikanischen Austauschprogramm teil. Hierbei war er an der Reorganisation des Hafens von New York beteiligt. Nach seiner Rückkehr brachte er die in New York gesammelten Erfahrungen in den Bau des Industriehafens im Genueser Stadtteil Sampierdarena ein.
Vom 19. Februar 1932 bis zum 22. März 1936 war Oberst Diciotti Kommandant des Hafens von Livorno. 1937 wurde er zum Generalmajor befördert und zur Leitung des Hafenkapitänskorps nach Rom versetzt. Zum Beginn des Zweiten Weltkriegs übernahm er das Kommando über den Hafen von Tripolis. Trotz etlicher Luftangriffe schaffte er es, den Betrieb aufrechtzuerhalten und die Versorgung der Front zu gewährleisten. Für seinen persönlichen Einsatz unter feindlichem Feuer wurde ihm am 12. März 1941 die italienische silberne Tapferkeitsmedaille verliehen. Am folgenden 16. März kehrte er zum Generalkommando des Hafenkapitänskorps nach Rom zurück und wurde am 22. Dezember 1941 aus Altersgründen der Reserve zugeteilt. Nach kriegsbedingter Reaktivierung war er bis zum 14. September 1943 in der Generaldirektion der Handelsmarine tätig und wurde dann in den Ruhestand versetzt. Der faschistischen Italienischen Sozialrepublik wollte er nach dem Waffenstillstand von Cassibile nicht dienen.

## Auszeichnungen und Ehrungen
Neben einer silbernen Tapferkeitsmedaille und zwei Kriegsverdienstkreuzen erhielt Diciotti folgende Auszeichnungen:
- Großoffizier des Ritterordens der hl. Mauritius und Lazarus
- Großoffizier des Ordens der Krone von Italien
- Komtur des Kolonial-Ordens vom Stern von Italien

Zwei Schiffe der italienischen Küstenwache wurden nach ihm benannt:
- Ubaldo Diciotti (CP 902) der Saettia-/Diciotti-Klasse
- U. Diciotti (CP 941) der Dattilo-Klasse